# کیسوکه یوشیدا (کارگردان)
کیسوکه یوشیدا (انگلیسی: Keisuke Yoshida؛ زادهٔ ۱۹۷۵) کارگردان فیلم، و فیلم‌نامه‌نویس اهل ژاپن است.